# Forsteronia graciloides
Forsteronia graciloides là một loài thực vật có hoa trong họ La bố ma. Loài này được Woodson mô tả khoa học đầu tiên năm 1935.